# Єжи Гіжицький
Єжи Гіжицький (пол. Jerzy Giżycki; 7 січня 1919, Мелітополь — 27 вересня 2009, Варшава, Польща) — польський кінокритик, член Асоціації польських кінематографістів, журналіст, історик шахів, шаховий колекціонер, почесний член Польського шахового союзу. Батько історика і теоретика анімації Марціна Гіжицького.
1946 року заснував тижневик Film, в 1966 році — щомісячник Kino. Був головним редактором журналу Kamera. Опублікував кілька книг про кінематограф, зокрема «Як виникає фільм» (пол. Jak powstaje film, 1951) і «У фільмі немає нічого неможливого» (пол. W filmie nie ma rzeczy niemozliwych, 1958).
Автор популярної книги «З шахами через століття та країни» (1958; перекладена на англійську, угорська, данську, німецьку, російську, чеську та шведську мови), першої польської шахової енциклопедії «Szachy od A do Z» (1986-1987; спільно з Владиславом Літмановичем). Колекціював іконографічний матеріал на шахову тему; зібрав понад 500 екслібрисів, які експонуються на виставках у Польщі та інших країнах.
Похований на Брудновському цвинтарі у Варшаві.